# Dávid Sigér
Dávid Miklós Sigér (Debrecen, 30 novembre 1990) è un calciatore ungherese, centrocampista del Sepsi.

## Palmarès

### Club

#### Competizioni nazionali
- Campionato ungherese: 4

Ferencváros: 2018-2019, 2019-2020, 2020-2021, 2021-2022, 2022-2023
- Coppa d'Ungheria: 1

Ferencváros: 2021-2022